# Иван Ченчев
Иван Ивайлов Ченчев е български треньор, журналист и политик. Народен представител от листата на БСП в XLII, XLIV, XLV, XLVI и XLVII народно събрание.

## Биография
Иван Ченчев е роден на 5 август 1976 г. в София . Завършва 1 СОУ „Пенчо П. Славейков“ – София. Висшето си образование придобива в Националната спортна академия в София – бакалавър „Треньор“, втора специалност – Мениджмънт. Степен Магистър – „Елитен спорт“.
Журналист, репортер, редактор, завеждащ отдел в „Меридиан мач“, „Нощен труд“, „Лидерът“, „7 дни спорт“, „Тема Спорт“. Редактор и водещ на предаването „Спорт мания“ в Канал 3.
Треньор по футбол в Торонто, Канада. Основател и собственик на футболна академия „ESD“ в Торонто. Създател на първия български футболен отбор от деца на възраст 15-16 години. Старши треньор на мъжки футболен отбор „Bulgarian Lions“, с който достига до полуфинал през 2010 г. в канадската футболна лига.
Автор на публикации, коментари в много печатни и електронни издания. Колумнист на в-к „168 часа“.
Директор на Пресслужбата на ПФК ЦСКА. Член на УС на ПФК ЦСКА.
Народен представител от листата на БСП в XLII, XLIV, XLV, XLVI и XLVII народно събрание. Член на парламентарна комисия „Децата, младежта и спорта“.
Владее английски и руски език.